# Brenica
Brenica (izvirno srbsko Бреница) je naselje v Srbiji, ki upravno spada pod Občino Pantelej; slednja pa je del Niškega upravnega okraja.

## Demografija
Konec 19. st. (1895) je bila Brenica vas z 75 gospodinjstvi in 584 prebivalci. Leta 1930 pa je bilo v vasi 91 gospodinjstev z 584 prebivalci. 
V naselju, katerega izvirno (srbsko-cirilično) ime je Бреница, živi 448 polnoletnih prebivalcev, pri čemer je njihova povprečna starost 39,9 let (39,0 pri moških in 40,9 pri ženskah). Naselje ima 171 gospodinjstev, pri čemer je povprečno število članov na gospodinjstvo 3,25.
To naselje je, glede na rezultate popisa iz leta 2002, večinoma srbsko.
|  |

| Demografija | Demografija     | Demografija     |
| Leto        | Št. prebivalcev | Št. prebivalcev |
| ----------- | --------------- | --------------- |
|             |                 |                 |
|             |                 |                 |
|             |                 |                 |
|             |                 |                 |
| 1948        | 767             |                 |
| 1953        | 797             |                 |
| 1961        | 773             |                 |
| 1971        | 634             |                 |
| 1981        | 596             |                 |
| 1991        | 600             | 600             |
| 2002        | 555             | 555             |
|             |                 |                 |

| Etnična sestava po popisu iz leta 2002 | Etnična sestava po popisu iz leta 2002 | Etnična sestava po popisu iz leta 2002 | Etnična sestava po popisu iz leta 2002 | Etnična sestava po popisu iz leta 2002 |
| -------------------------------------- | -------------------------------------- | -------------------------------------- | -------------------------------------- | -------------------------------------- |
| Srbi                                   | Srbi                                   |                                        | 554                                    | 99,81%                                 |
| Črnogorci                              | Črnogorci                              |                                        | 1                                      | 0,18%                                  |
| Neznano                                | Neznano                                |                                        | 0                                      | 0,0%                                   |